# Anoia (Fluss)
Der Anoia ist ein kleiner Nebenfluss des Llobregat in Katalonien. Die Quellbäche Copons, Clariana, Rubió, und Tous entspringen im Segarra-Plateau, bei Jorba (400 m) vereinigen sie sich  zum Rio Anoia, er mündet bei Martorell in den Llobregat.

## Flussverlauf
Das Quellgebiet befindet sich auf 600 bis 800 m Höhe zwischen den Orten Calaf und Molí de la Roda, Veciana, la Panadella und Clariana, in der geologischen Formation des Oligozän mit seinem kalk- und gipshaltigem Sedimentgestein. Der Einzugsbereich des Flusses umfasst 930 km² und liegt in den Comarcas Anoia, dem Norden von Solsonès, Bages und dem Süden von Alt Penedès. Der Anoia fließt in südöstlicher Richtung, bei Sant Sadurní d’Anoia macht er einen Bogen um 90 Grad und fließt dann in nordöstlicher Richtung, bis er sich nach 65 km in den Rio Llobregat ergießt, dabei überwindet er ein Gefälle von 700 m.
An den Ufern des Flusses befinden sich 8 Klärwerke und bei Capellades eine Papierfabrik.

## Nebenflüsse
- Bitlles
- l'Avern
- Hortons
- Carme

## Orte / Städte
- Jorba (400 m)
- Igualada (285 m)
- Vilanova del Camí
- La Pobla de Claramunt (245 m)
- Capellades (317 m)
- Vallbona d’Anoia
- Sant Sadurní d’Anoia (161 m)
- Gelida
- Martorell (56 m)